# 幻実アイソーポス
『幻実アイソーポス』（げんじつアイソーポス）は、sasakure.UKの2枚目のオリジナルアルバム。2012年4月11日にU/M/A/Aから発売された。タイトルの「アイソーポス」は寓話作家イソップの古代ギリシャ語読み。機械に依存しすぎて、逆に機械に支配されてしまう未来を舞台に、人と機械の共存をテーマとした物語を描いている。ボーカルには、初音ミク、鏡音リン、巡音ルカといったバーチャルシンガー（音声合成ソフト）と、女性歌手のCana、そらこ、mirto、ちょうちょ、土岐麻子を起用している。ジャケットのイラストは茶ころ、デザインはpam(opticalflats)が担当。9曲目に収録されている「SeventH-HeaveN feat. 初音ミク」がPSP用RPGソフト「セブンスドラゴン2020」(セガ)の主題歌となっている。オリコン最高18位、登場回数7回。

## 収録曲
全作詞・作曲・編曲：sasakure.UK
初回生産限定盤のみ、DVD、32ページ絵本型ブックレット、特殊ニス表面加工の三方背BOX付き
Disc1(CD) (通常盤・初回盤共通)
1. プロローグ・幻実アイソーポス
2. ロストエンファウンド feat. 初音ミク
3. オオカミ少年独白 feat. Cana(Sotte Bosse)
4. タイガーランペイジ feat. 鏡音リン
5. 突然、君が浮いた feat. そらこ
6. ナキムシピッポ feat. 初音ミク
7. コイサイテハナ＊ feat. mirto
8. バタフライ・エフェクト feat. ちょうちょ
9. SeventH-HeaveN feat. 初音ミク
10. 深海のリトルクライ feat. 土岐麻子
11. インタールード・ヒトとキジン
12. 否世界ハーモナイゼ feat. 鏡音リン
13. ガラクタ姫とアポストロフ feat. 初音ミク
14. エーテルの機憶 feat. 巡音ルカ
15. 再鋼築フィクション feat. ピリオ
16. エピローグ・幻実アイソーポス
17. タイガーランペイジ feat. 有形ランペイジ (BonusTrack)

Disc2(DVD) (初回盤のみ)
1. ロストエンファウンド feat. 初音ミク [Music Video]
2. タイガーランペイジ feat. 鏡音リン [Music Video]
3. ナキムシピッポ feat. 初音ミク [Music Video]
4. コイサイテハナ＊ feat. mirto [Music Video]
5. バタフライ・エフェクト feat. ちょうちょ [Music Video]
6. 深海のリトルクライ feat. 土岐麻子 [Music Video]
7. ガラクタ姫とアポストロフ feat. 初音ミク [Music Video]

## 演奏
プロローグ・幻実アイソーポス
- sasakure.UK：Sampler and Programming

ロストエンファウンド feat. 初音ミク
- 初音ミク：Vocal
- sasakure.UK：Sampler and Programming, Chorus
- 佐々木秀尚 (有形ランペイジ)：Electric Guitar, Acoustic Guitar

オオカミ少年独白 feat. Cana(Sotte Bosse)
- Cana (Sotte Bosse)：Vocal, Chorus
- sasakure.UK：Sampler and Programming
- 二家本亮介 (有形ランペイジ)：Bass
- 今井義頼 (有形ランペイジ)：Drums

タイガーランペイジ feat. 鏡音リン
- 鏡音リン：Vocal
- sasakure.UK：Sampler and Programming

突然、君が浮いた feat. そらこ
- そらこ：Vocal
- sasakure.UK：Sampler and Programming
- 白井アキト (有形ランペイジ)：Keyboards

ナキムシピッポ feat. 初音ミク
- 初音ミク：Vocal
- sasakure.UK：Sampler and Programming

コイサイテハナ＊ feat. mirto
- mirto：Vocal, Chorus
- ちょうちょ：Chorus
- sasakure.UK：Sampler and Programming, Chorus

バタフライ・エフェクト feat. ちょうちょ
- ちょうちょ：Vocal
- sasakure.UK：Sampler and Programming
- [TEST]：Electric Guitar

SeventH-HeaveN feat. 初音ミク
- 初音ミク：Vocal
- sasakure.UK：Sampler and Programming

深海のリトルクライ feat. 土岐麻子
- 土岐麻子：Vocal, Chorus
- sasakure.UK：Sampler and Programming
- SIN：Electric Guitar
- 千ヶ崎学：Bass

インタールード・ヒトとキジン
- sasakure.UK：Sampler and Programming

否世界ハーモナイゼ feat. 鏡音リン
- 鏡音リン：Vocal
- sasakure.UK：Sampler and Programming

ガラクタ姫とアポストロフ feat. 初音ミク
- 初音ミク：Vocal
- sasakure.UK：Sampler and Programming

エーテルの機憶 feat. 巡音ルカ
- 巡音ルカ：Vocal
- sasakure.UK：Sampler and Programming

再鋼築フィクション feat. ピリオ
- ピリオ：Vocal
- sasakure.UK：Sampler and Programming

エピローグ・幻実アイソーポス
- sasakure.UK：Sampler and Programming

タイガーランペイジ feat. 有形ランペイジ
- marina：Vocal
- sasakure.UK：Sampler and Programming
- 佐々木秀尚 (有形ランペイジ)：Electric Guitar
- 二家本亮介 (有形ランペイジ)：Bass
- 今井義頼 (有形ランペイジ)：Drums
- 白井アキト (有形ランペイジ)：Keyboards